# Zdenko Jelčić
Zdenko Jelčić (Čapljina, 8. kolovoza 1946.) je hrvatski filmski, televizijski i kazališni glumac i književnik rođen u Bosni i Hercegovini.

## Životopis
Studirao je i diplomirao na Fakultetu političkih znanosti i Akademiji dramske umjetnosti u Zagrebu. Prvi angažman imao je u dubrovačkom Gradskom kazalištu Marina Držića, zatim odlazi u Zagrebačko kazalište mladih. Nezadovoljan statusom napušta ZKM i odlazi u rodnu Čapljinu gdje se priključuje kazališnim amaterima.
Godine 1998. seli se u Švicarsku gdje glumi i u kazalištu i na televiziji. U Švicarskoj se počeo baviti i pisanjem, njegov prvi roman U traganju za izgubljenim Narcisom objavljen je 2010. godine. Početkom 2012. sa suprugom se vraća u Hrvatsku.

## Filmografija

### Televizijske uloge
- "Ča smo na ovon svitu" kao Bartul (1973.)
- "Kapelski kresovi" kao komadant Ljubo (1975. – 1976.)
- "Blesan i Tulipan" (1976.)
- "Partizanska eskadrila" kao Orlović (1981.)
- "Nepokoreni grad" kao ilegalac (1982.)
- "Kiklop" kao podnarednik (1983.)
- "Zamke" kao bojnik Ante Vrban (1983.)
- "Gabrijel" (1984.)
- "Jenseits der Morgenröte" (Iza zore) kao Potočki (1985.)
- "Brisan prostor" kao Briškula (1985.)
- "Putovanje u Vučjak" kao Basara (1986.)
- "Večernja zvona" kao Kuzma (1988.)
- "Duga mračna noć" kao sobni starješina (2005.)
- "Odmori se, zaslužio si" kao Šmrki (2006.)
- "Zabranjena ljubav" kao Safet (2006.)
- "Luda kuća" kao Veljko Bezmarinović – Petarda (2007.)
- "Najbolji prijatelji" kao Antonin (2010.)
- "Stipe u gostima" kao Kurbaša (2011.)
- "Zora dubrovačka" kao fra Petar Menčetić (2014.)
- "Novine" kao Blago Antić (2016. – 2020.)
- "Nemoj nikome reći" (2017.)
- "Der Kroatien Krimi" kao Žarko Petrović (2017. – 2019.)
- "Oblak u službi zakona" kao postolar (2022.)

### Filmske uloge
- "Prepušteni" (1971.)
- "Deveto čudo na istoku" kao siledžija (1972.)
- "Ne naginji se van" kao Čikeš (1977.)
- "Bombaški proces" (1977.)
- "Okupacija u 26 slika" kao ustaški egzekutor (1978.)
- "Ivanjska noć" kao seoski momak (1979.)
- "Novinar" kao milicajac (1979.)
- "Partizanska eskadrila" kao Orlović (1979.)
- "Jegulje putuju u Sargaško more" (1979.)
- "Liberanovi" kao Grga (1979.)
- "Špijunska veza" (1980.)
- "Ivanjska noć" kao seoski momak (1980.)
- "Kiklop" kao podnarednik (1982.)
- "Mala pljačka vlaka" kao Cokulin žandar #2 (1984.)
- "Out of Control" (Izvan kontrole) kao Carlos (1984.)
- "Anticasanova" kao konobar (1985.)
- "Zadatak" (1985.)
- "Un ponte per l'inferno" (Most u pakao) kao Milan (1986.)
- "Večernja zvona" kao Kuzma (1986.)
- "Obećana zemlja" kao kolonist (1986.)
- "Rimski dan" (1987.)
- "Terevenka" (1987.)
- "Slike iz života jednog šalabahtera" (1987.)
- "Kraljeva završnica" kao kondukter (1987.)
- "Vila orhideja" (1988.)
- "Ciao, ciao, bambina!" kao Crni (1988.)
- "Honor Bound" (Čast vezana) kao Gurkov (1988.)
- "Diploma za smrt" kao Stipe (1989.)
- "Just Another Secret" (Samo još jedna tajna) (1989.)
- "Povratak Katarine Kožul" kao Luka (1989.)
- "Hamburg Altona" (1989.)
- "Orao" kao Milan (1990.)
- "Krhotine" kao drug (1991.)
- "Belma" kao Zoranović (1995.)
- "Je li jasno, prijatelju?" kao gazda (2000.)
- "Dragan & Madlaina" kao Falscher (2001.)
- "Romeo & Julia in der Stadt" (Romeo i Julija u gradu) kao Safet Salihović (2002.)
- "Hunde" (Pseći) (2005.)
- "Volim te" kao advokat (2005.)
- "Grounding – Die letzten Tage der Swissair" (Prizemljenje – posljednji dani na švicarskom zraku) (2006.)
- "Gospođica" kao Ante (2006.)
- "Tiha čežnja" kao Džigera (2006.)
- "Breakout" (Bijeg) kao Goran (2007.)
- "Moram spavat' anđele" kao Nikola (2007.)
- "Ničiji sin" kao Simo (2008.)
- "Länger Leben" (Živi duže) kao mafijaški šef (2010.)
- "Ljudožder vegetarijanac" kao pukovnik (2012.)
- "Narodni heroj Ljiljan Vidić" kao drug Žarko (2015.)
- "Ustav Republike Hrvatske" kao pater Tomislav (2016.)
- "Tanja" (kratki film) kao Tanjin otac (2016.)
- "Marija" (kratki film) kao svećenik (2017.)
- "Koja je ovo država" kao Nikola (2018.)
- "Sitnica" (kratki film) kao Žarko Topić (2018.)
- "Mare" kao otac (2020.)
- "Menhetenska odiseja" kao Jakov (2020.)
- "Garbura" kao Vlado (2022.)
- "Pamtim samo sretne dane" (2023.)

## Djela
- U traganju za izgubljenim Narcisom, roman (2010.)
- Sponzoruša u Parizu, roman (2015.)[4]

## Vanjske poveznice
- Zdenko Jelčić u internetskoj bazi filmova IMDb-u (engl.)
- Zdenko Jeličić na teatar.hr